# St.-Jakobi-Kirche (Nateln)

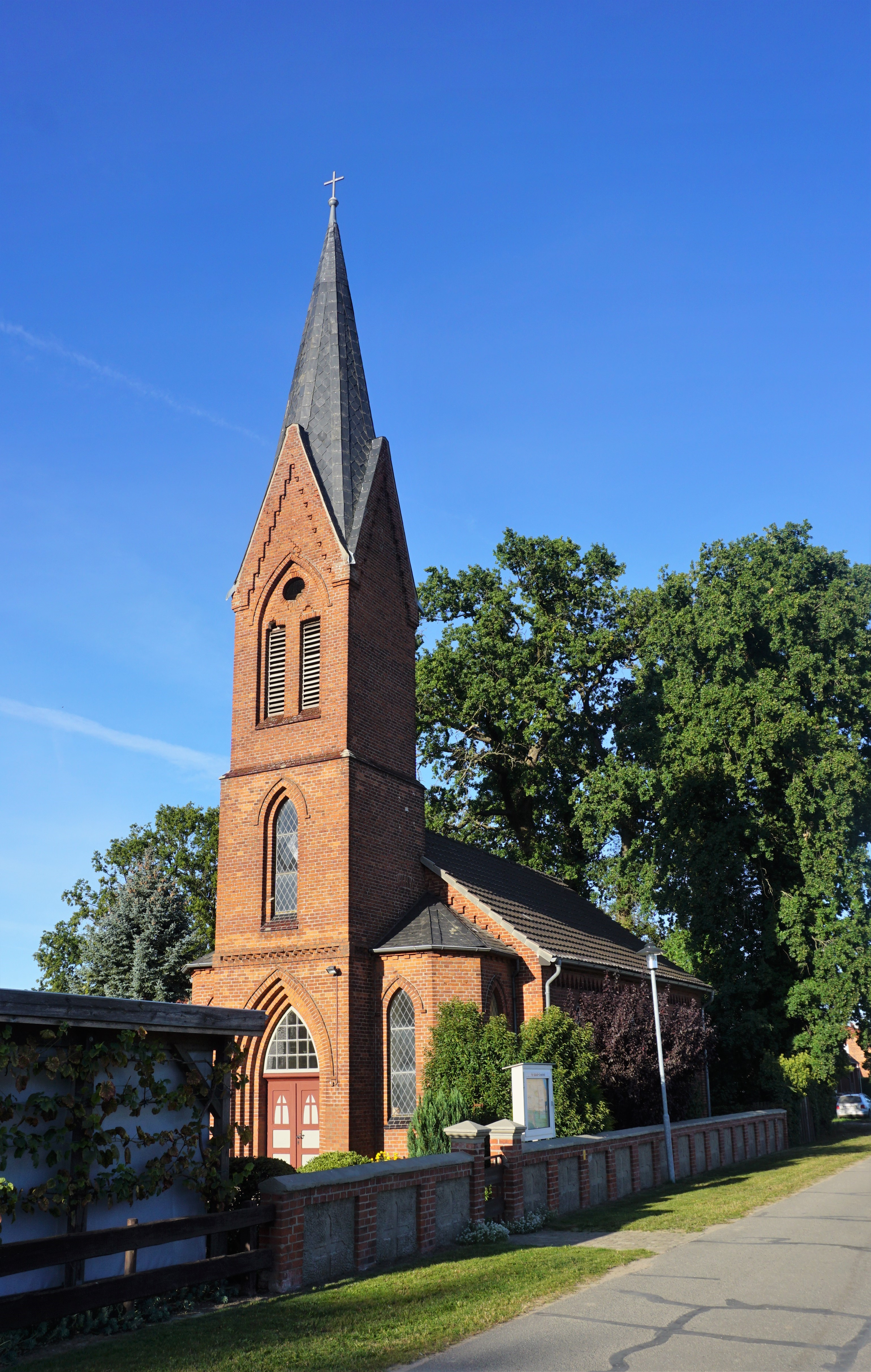
St-Jakobi-Kirche in Nateln

Die  St.-Jakobi-Kirche gehört zur Selbständigen Evangelisch-Lutherischen Kirche und steht im Ortsteil Nateln der Gemeinde Rosche im niedersächsischen Landkreis Uelzen.

## Geschichte
Die St.-Jakobi-Gemeinde in Nateln wurde 1886 gegründet und errichtete am Südostrand des Dorfes das neue Kirchengebäude, welches am 13. Dezember 1888 eingeweiht werden konnten. 1907 erfolgte der Anbau des Westturms mit zwei seitlichen Anbauten. Zum Abbau der Schulden, die durch den Turmbau entstanden, schenkte Ernst-August von Cumberland, Herzog zu Braunschweig und Lüneburg, 1914 der Gemeinde 300 Goldmark.
Der Altarraum wurde 1972 umgebaut sowie eine Sakristei angebaut. Ein Jahr später erfolgte die Neueindeckung des Kirchturms.
Die Orgel wurde 1997 von Christoph Böttner aus Frankenberg an der Eder erbaut und befindet sich auf der Empore über dem Haupteingang.

## Architektur und Ausstattung
Die neugotische Backsteinkirche ist eine Pseudobasilika mit Westturm und dreiseitigem Chorschluss. Das Kirchenschiff ist mit einem Satteldach versehen und schließt direkt an den dreigeschossigen Westturm mit achtseitigem Turmhelm an, der das spitzbogige Eingangsportal enthält. Die Kirchenglocke befindet sich im dritten Geschoss und wurde von der Glockengießerei Radler aus Hildesheim hergestellt.
Im Altarraum ist ein großes Kruzifix angebracht, das Günther Kretzschmar aus Wieren 1994 aus Eichenholz fertigte.

## Kirchliche Organisation
Die St.-Jakobi-Gemeinde, zu der auch die 2020 entwidmete St.-Jakobi-Kirche in Nestau gehörte, bildet gemeinsam mit der St.-Pauli-Gemeinde in Gistenbeck seit 1960 einen Pfarrbezirk. Zuvor gehört die Gemeinde zum Pfarrbezirk Scharnebeck. Gottesdienste fanden im wöchentlichen Wechsel zwischen Nateln und Nestau statt.